# Chidrac
Chidrac é uma comuna francesa na região administrativa de Auvérnia-Ródano-Alpes, no departamento Puy-de-Dôme. Estende-se por uma área de 3,58 km². Em 2010 a comuna tinha 539 habitantes (densidade: 150,6 hab./km²).